# Musiktheater

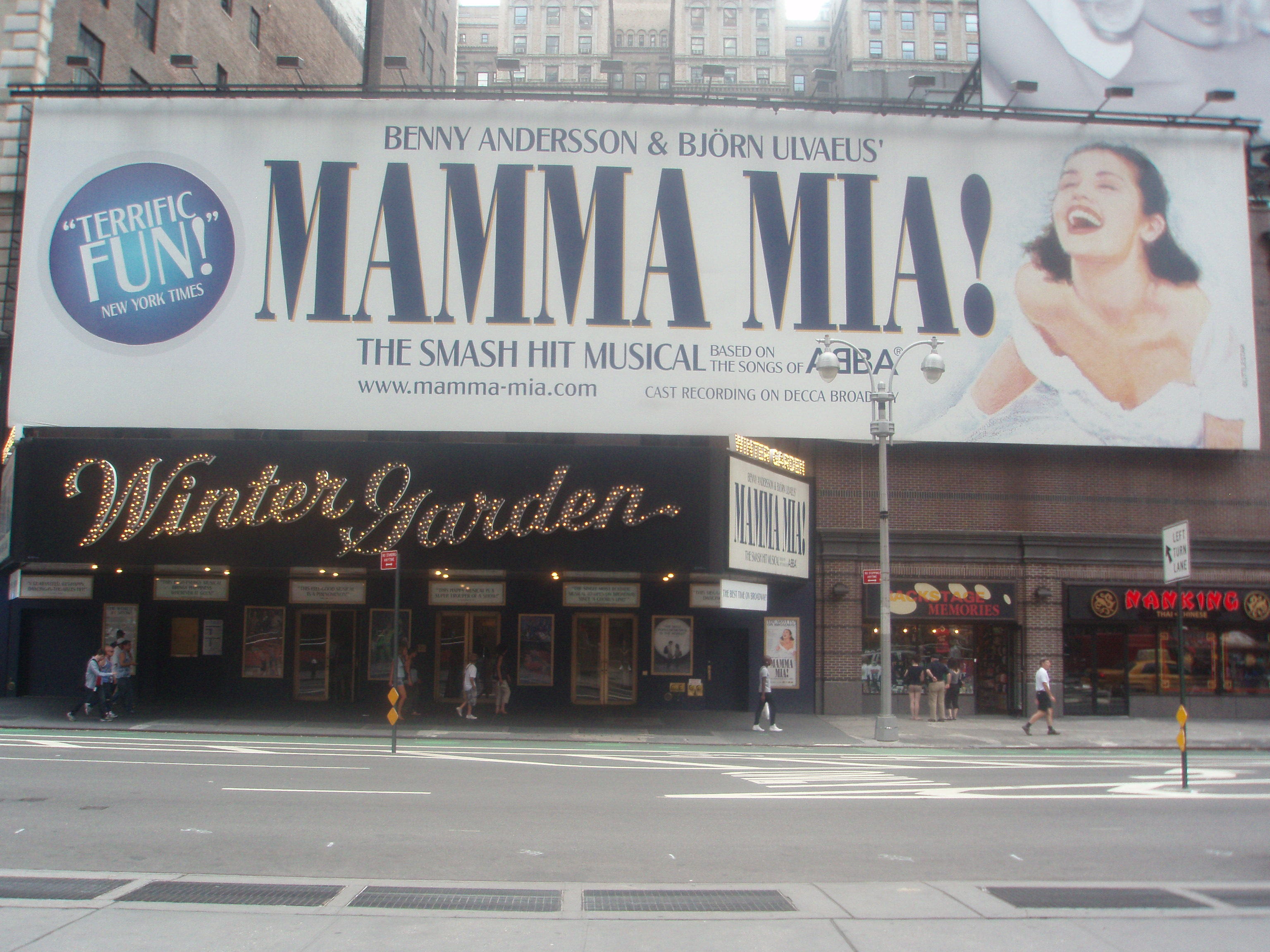
Werbung für das Musical Mamma Mia! im Winter Garden Theatre, Broadway, New York, 2010

Musiktheater (auch: Musikalisches Theater) ist eine der vier klassischen Sparten des Theaters – die anderen sind Sprechtheater (Schauspiel), Figurentheater und Tanztheater (Ballett). Es entspringt dem Genre der Oper. Auch Mischformen sind möglich. Zum Musiktheater gehören alle Formen, die dramatische Handlung (ausgedrückt in Bewegung und Sprache) mit Musik (in der Regel sogenannte klassische Musik) verbinden.

## Entstehung und Entwicklung
Zum Musiktheater zählt man im deutschen Sprachraum – neben einigen Sonderformen – die Oper, die Operette, das kabarettistisch gefärbte Singspiel und das Musical. Alle vier Gattungen, die in der Reihenfolge dieser Aufzählung entstanden, sind gut zwei Jahrtausende jünger als das in der Antike entstandene Sprechtheater, auf dessen Grundlage (stoffliche und darstellerische) sie sich entwickelt haben. 
Aus Mischformen, bei denen das Schauspiel bzw. die Musik lediglich zur Illustration des anderen dienen, entwickelten sich ab der Renaissance Gattungen, die auf eine stimmige Integration von Logos und Mimus setzten. Ob dabei noch die Musik den Text diktieren solle, oder im Gegenteil die Musik der Dichtung gehorchen müsse, war lange Zeit ein Streitpunkt, an dem sich die Lager spalteten. Im 20. Jahrhundert experimentierte man auch mit Formen, die Schauspiel und Musik eher unverbunden, assoziativ nebeneinander stellten.
Ursprünglich gehörten zu Aufführungen des Musiktheaters Schauspieler, Sänger (teilweise in Personalunion) und Orchester. In neuerer Zeit erfolgte die Musikeinspielung dann häufig auch von Tonträgern, teilweise mit live erzeugten Klängen gemischt. 

## Instrumente
Zu einem Musiktheater können alle Instrumente des klassischen Orchesters gehören und natürlich die menschliche Stimme. Im 20. und 21. Jahrhundert wurde das Instrumentarium des Musiktheaters um die Instrumente der Pop- und Jazzmusik (E-Gitarre, Keyboards, Synthesizer, E-Bass etc.) erweitert. In jüngster Zeit gibt es verstärkt Inszenierungen, in denen digitalisierte Musiken und live gespielte Musik gemischt werden.

## Begriffsgeschichte

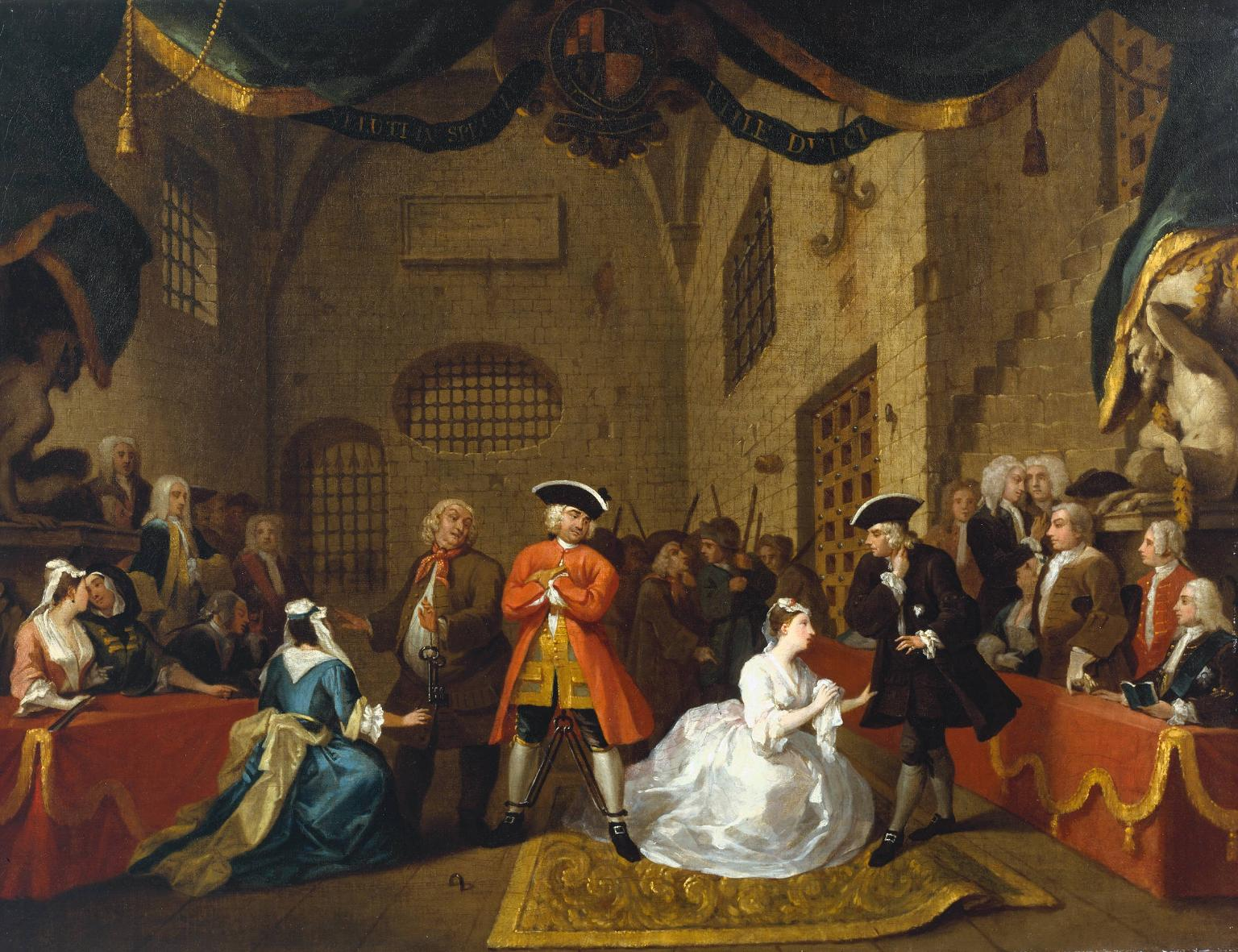
The Beggar’s Opera, Scene V, William Hogarth

Der Begriff des Musiktheaters selbst wurde erst im 20. Jahrhundert geprägt, als man sich kritisch mit der herkömmlichen Oper (bei der die Musik dominierte) und ihrer Aufführungspraxis befasste und sich an der Unzulänglichkeit des Begriffs „Oper“ für die Vielfalt der inzwischen entstandenen Formen störte. 
Zunächst bezeichnete der neue Begriff experimentelle Mischformen, im Laufe der Zeit wurde er aber immer mehr als Synonym für die mit modernen Mitteln inszenierte Oper gebraucht. Damit im Zusammenhang steht die seit dem vorangehenden Jahrhundert zunehmende Anerkennung des Regisseurs als verantwortungsvoll und künstlerisch tätige Rolle neben Autor und Komponist, Schauspielern und Sängern, Dirigent und Bühnenbildner.
Der Regisseur Walter Felsenstein, der sich für gleichberechtigte Kommunikation von Musik und Text einsetzte und dessen Inszenierungen lange Zeit als beispielhaft galten, trug maßgeblich zur Verbreitung des neuen Begriffs bei. Nach ihm sind beispielsweise Oscar Fritz Schuh, Günther Rennert und Götz Friedrich zu nennen.
Für Formen des Musiktheaters, die sich von Oper, Operette und Musical abgrenzen, hat der Komponist Mauricio Kagel den Begriff "Neues Musiktheater" geprägt. Das neue Musiktheater ist nicht auf den Gesang konzentriert, sondern geht vom Klang aus, der auf der Bühne in Aktion umgesetzt wird. Die Akteure agieren sowohl musikalisch aus als tänzerisch und darstellerisch.
Im angloamerikanischen Sprachraum wird „Musical Theatre“ nicht als Oberbegriff für alle oben genannten Formen verstanden, sondern in Abgrenzung zur traditionellen Oper „Opera“ meist als Synonym für das Musical und andere eher leichte Formen verwendet.